# Eduard Suess
Eduard Suess, též Eduard Sueß (20. srpna 1831 Londýn – 26. dubna 1914 Vídeň), byl rakouský geolog a paleontolog, profesor na Vídeňské univerzitě. Jako první vyslovil hypotézu o existenci prakontinentu, tzv. Gondwany. Za jeho života byly ceněny jeho příspěvky věnované tektonice, zvláště pak orogenezi (horotvornému procesu). Na příkladu Alp vysvětlil vznik pásemných pohoří nasunováním příkrovů. Působil i jako politik, byl poslancem Říšské rady.

## Život

### Mládí, rodina a studium
Narodil se v Londýně jako nejstarší syn saského průmyslníka Adolpha Heinricha Suesse a Eleonore Friederike Zdekauer pocházející z pražské židovské rodiny (jeho dědem byl pražský podnikatel Moritz Zdekauer). Když mu byly tři roky, přestěhovala se jeho rodina do Prahy. Studoval na gymnáziu v Praze a od roku 1845 ve Vídni. Českou metropoli opustil ve čtrnácti letech, kdy natrvalo přesídlil do Vídně. Od roku 1846 studoval na vídeňské polytechnice. Během revolučního roku 1848 byl členem akademické legie. Od podzimu 1848 přešel na studium na pražské polytechnice. Školu ovšem nedokončil kvůli zatčení pro účast na revolučním spiknutí. Pro nedostatek důkazů byl ale propuštěn. K zatčení došlo v roce 1851.
Byl evangelického vyznání. Jeho otec byl křesťan, matka židovka. Sám tvrdil, že není židem. Byl nicméně členem rakouské společnosti pro boj s antisemitismem.
Jeho syn Franz Eduard Suess (1867–1941) se stal rovněž geologem, velmi intenzivně se zabýval oblastí Českomoravské vrchoviny a Moravy. Pomohl popsat geologickou stavbu Českého masívu (zejména v práci Bau und Bild der böhmischen Masse).

### Vědecká a akademická činnost
Geologie ho fascinovala od mládí. Během studií v Praze navštěvoval pražské muzeum a podnikal výlety do okolí města za fosilními nálezy. Od roku 1849 opět bydlel ve Vídni. Své první práce vydal v roce 1851, pojednávaly o graptolitech českého siluru a o geologii Karlových Varů.
V letech 1852–1856 byl asistentem ve vídeňském Hofmuseu (dnes Naturhistorisches Museum). Místo dostal i přes špatnou recenzi, kterou o něm napsal Joachim Barrande. V té době publikoval články o anatomii a klasifikaci ramenonožců a amonitů. V roce 1857 se stal neplaceným mimořádným profesorem paleontologie na Vídeňské univerzitě, roku 1862 mimořádným profesorem geologie a od roku 1867 byl řádným profesorem Vídeňské univerzity. V roce 1888/1889 zastával funkci rektora Vídeňské univerzity. Od roku 1901 byl emeritním profesorem.
V roce 1860 se stal korespondenčním členem Císařské akademie věd ve Vídni. Od roku 1867 byl jejím řádným členem, v období let 1885–1890 působil coby její tajemník, pak od roku 1893 do roku 1898 jako její viceprezident a v letech 1898–1911 byl prezidentem akademie.

### Politická činnost
Byl rovněž veřejně a politicky aktivní. V letech 1863–1873 a 1882–1886 byl členem vídeňské obecní rady. Zde se zasadil o výstavbu vídeňského vodovodu a regulaci Dunaje. Vodovod měřil 112 kilometrů a přivedl do Vídně čerstvou vodu z Alp. Dokončen byl roku 1873.
Dlouhodobě zasedal jako poslanec Dolnorakouského zemského sněmu, kam nastoupil roku 1869 a členem sněmu zůstal až do roku 1896. Zastupoval kurii měst, obvod Vídeň II (s výjimkou let 1888/1889, kdy na sněmu zasedal coby virilista (tedy poslanec z titulu své funkce rektora univerzity). V letech 1870–1874 byl rovněž členem zemského výboru, ve kterém se angažoval hlavně v zavádění zákona o národních školách.
Byl také poslancem Říšské rady (celostátního parlamentu Předlitavska), kam nastoupil v prvních přímých volbách roku 1873 za kurii městskou v Dolních Rakousích, obvod Vídeň, II. okres. Mandát zde obhájil ve volbách roku 1879, volbách roku 1885 a volbách roku 1891. V roce 1873 se uvádí jako Dr. Eduard Sueß, univerzitní profesor, bytem Vídeň.
V roce 1873 do parlamentu nastupoval za blok německých ústavověrných liberálů (tzv. Ústavní strana, centralisticky a provídeňsky orientovaná), v jehož rámci představoval staroněmecké (staroliberální) křídlo. V roce 1878 zasedal v staroněmeckém poslaneckém Klubu levice. Jako ústavověrný poslanec se uvádí i po volbách roku 1879. Na Říšské radě se v říjnu 1879 uvádí jako člen staroněmeckého Klubu liberálů (Club der Liberalen). Od roku 1881 byl členem klubu Sjednocené levice, do kterého se spojilo několik ústavověrných (liberálně a centralisticky orientovaných) politických proudů. Za tento klub uspěl i ve volbách roku 1885. Po rozpadu Sjednocené levice přešel do frakce Německorakouský klub. V roce 1890 se uvádí jako poslanec obnoveného klubu německých liberálů, nyní oficiálně nazývaného Sjednocená německá levice. I ve volbách roku 1891 byl na Říšskou radu zvolen za klub Sjednocené německé levice.
Zemřel v dubnu 1914 a je pohřben v Marzu v dnešním Burgenlandu.

## Dílo
V roce 1875 Suess vydal malou knihu s názvem Die Enstehung der Alpen (Původ Alp). Zde tvrdil, že to horizontální pohyby litosféry (spíše než vertikální zdvih, jak se dosud soudilo) hrály rozhodující roli při vytváření pohoří, skládáním příkrovů. Suess předpokládal, že sopečná činnost (zejména magmatické aktivity) byly důsledkem tvorby hor, spíše než jejich příčinou (což byla do té doby převládající představa).
V letech 1883 až 1909 publikoval čtyřdílné pojednání o geologické struktuře planety nazvané Das Antlitz der Erde (Tvář země). Kniha se stala populární učebnicí na mnoho let. Rozvíjel v ní názory na vývoj vztahů mezi geologií severní Afriky a Evropy. Dospěl nakonec k názoru, že horniny dnes budující Alpy byly kdysi mořským dnem, které patřilo ke Středozemnímu moři. Přesto, že se neopíral o teorii deskové tektoniky (protože v té době byla obecně uznávána pouze teorie geosynklinál) správně předpokládal existenci rovníkového praoceánu, který pojmenoval Tethys.
Mezi další objevy v knize Tvář Země patřilo poukázání na existenci fosilií stejné glossopterisové flóry v Jižní Americe, Africe a Indii (později po jeho smrti byla glossopterisová flóra nalezena i v Antarktidě), z čehož Suess vyvozoval, že tyto dnes vzdálené kontinenty byly kdysi spojeny do jednoho kontinentu, který pojmenoval Gondwana (superkontinent se dle něj skládal z Jižní Ameriky, Afriky, Arabského poloostrova, Indie, Austrálie a Antarktidy). Předpokládal však, že kontinenty byly vždy na svém místě a pevnina mezi nimi byla později zaplavena mořem. Dnes převládá spíše představa, že byly tyto kontinenty nahloučeny u sebe a v juře až křídě se začaly vzdalovat.
V této práci Suess též poprvé použil termín biosféra, který dále rozpracoval Vladimir Ivanovič Vernadskij v roce 1926. Suess je též někdy považován za jednoho z prvních ekologů.
Zavedl rovněž pojem Eurasie, neboť z geologického hlediska nelze Evropu a Asii považovat za oddělené kontinenty, jejich dělení má význam politický a historický.

## Ocenění

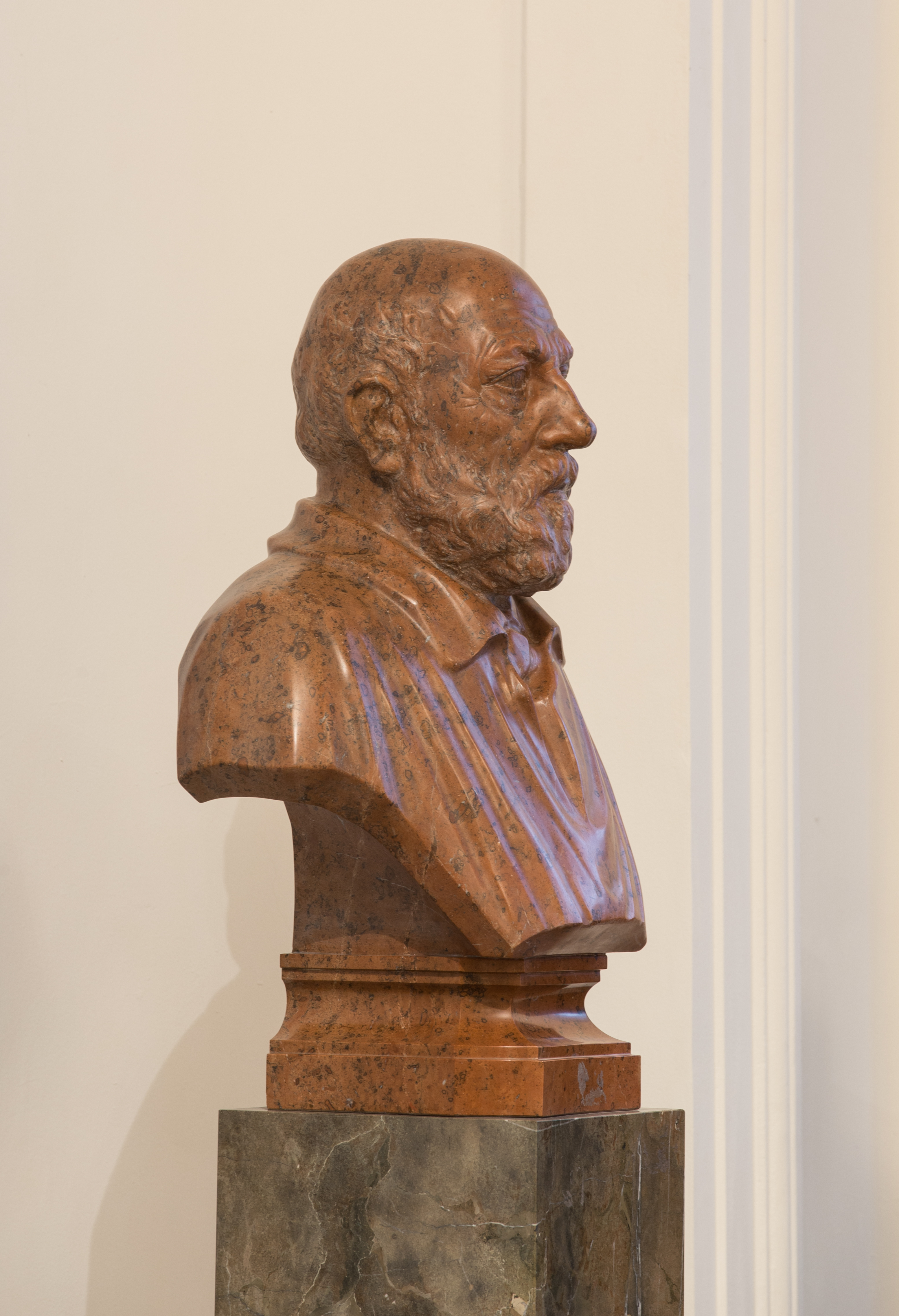
Busta Eduarda Suesse v budově Rakouské akademie věd

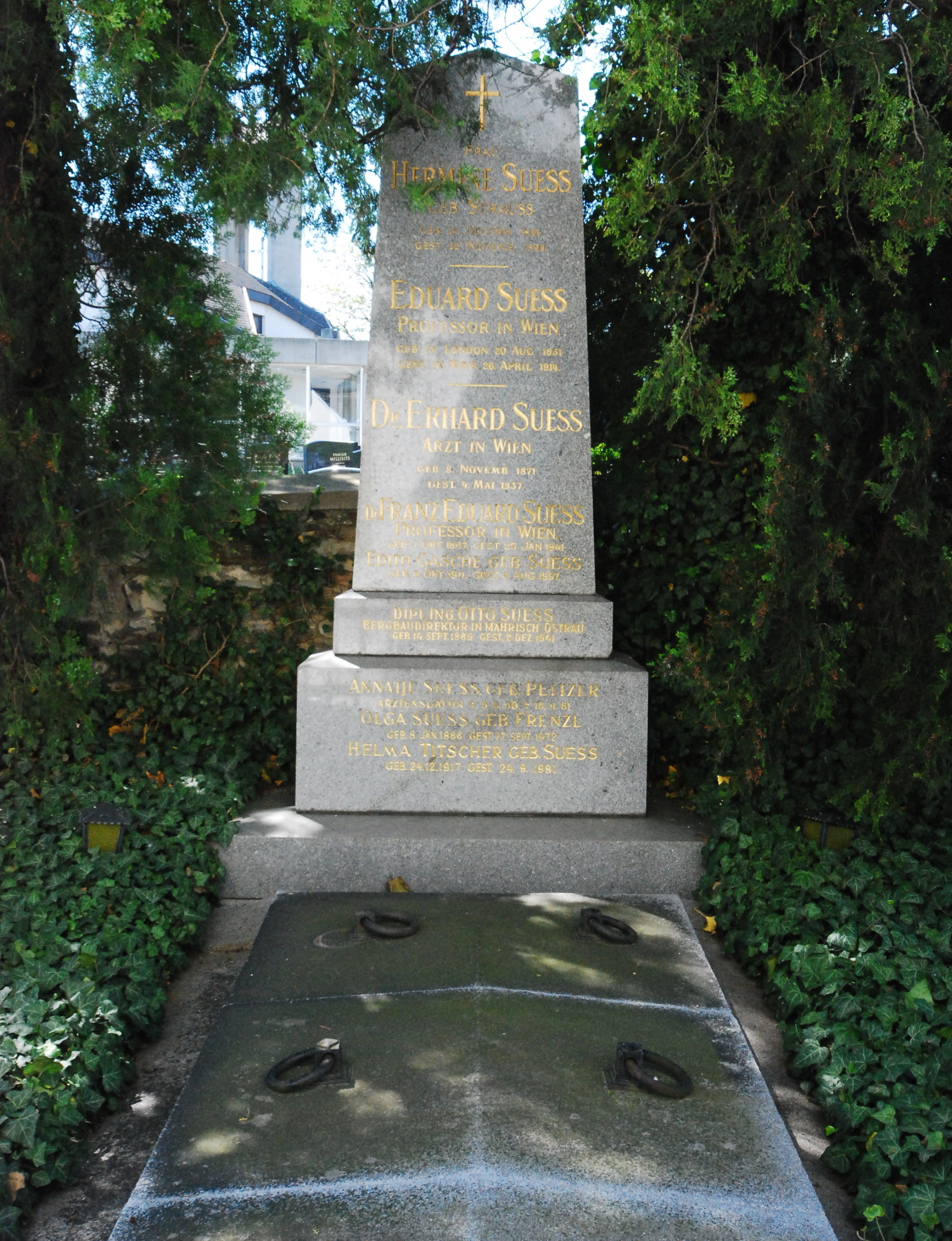
Hrob Eduarda Suesse na hřbitově v Marzu

Za zásluhy v oboru geologie byl Eduard Suess v roce 1896 vyznamenán Wollastonovou medailí londýnské Geologické společnosti. V roce 1903 mu londýnská Královská společnost udělila Copleyho medaili. Jeho jméno nese Suessův ledovec a hora Mount Suess v Transantarktickém pohoří ve Viktoriina země. Je po něm pojmenován kráter Suess na Měsíci a stejnojmenný útvar na Marsu.
Od roku 1880 byl členem korespondentem Bavorské akademie věd, od roku 1898 členem Národní akademie věd Spojených států amerických a od roku 1900 zahraničním členem Pruské akademie věd. Od roku 1894 byl předsedou „Německé společnosti přírodovědců a lékařů“, od roku 1910 čestným předsedou německého Geologického spolku (Geologische Vereinigung).
Rakouská geologická společnost na jeho počest uděluje od roku 1918 Medaili Eduarda Sueße, která je spojena s doživotním čestným členstvím.